# Jezioro Wisztynieckie
Jezioro Wisztynieckie (lit. Vištyčio ežeras; niem. Wystiter See; ros. Виштынецкое озеро, Wisztynieckoje oziero) – jezioro na granicy Litwy (okręg mariampolski) i Rosji (obwód królewiecki). Do II wojny światowej było jeziorem granicznym pomiędzy Niemcami a Litwą. Na północnym brzegu jeziora położone jest miasteczko Wisztyniec, które wzięło swą nazwę od nazwy jeziora.
Całkowita powierzchnia jeziora wynosi 17,83 km², w tym na terenie Rosji 12,39 km², a 5,44 km² na terenie Litwy. Maksymalna głębokość – 54 metry, objętość – 285 milionów m³. Jezioro jest pochodzenia lodowcowego, przypuszczalny wiek jeziora to ok. 20 tysięcy lat. Jego długość wynosi 8,1 km, maksymalna szerokość – 4,2 km, długość linii brzegowej – 25 km. Jest to jezioro głębokie, jego obszar o głębokości mniejszej niż 10 m zajmuje 30% powierzchni. Średnia głębokość to 15-20 metrów. Do czterech miesięcy w roku jezioro jest pokryte lodem. Grubość lodu w lutym, może wynosić 40–45 cm, w marcu – do 30–35 cm.
W Jeziorze spotykamy do 22 gatunków ryb, głównie ryby łososiowate, w tym sieja. Do cennych gospodarczo gatunków ryb zaliczamy węgorza i miętusa. Znaczenie handlowe mają szczupak, okoń, płoć i lin. Jezioro jest domem dla 150 gatunków bezkręgowców, w tym wielu mikroskopijnych skorupiaków oraz wielu gatunków mięczaków. Zatoki jeziora są też miejscem gniazdowania łabędzi i kaczek.
Długoterminowe obserwacje wskazują, że jezioro jest już lekko zeutrofizowane, szczególnie w płytkiej zachodniej części zbiornika, gdzie dochodzi do regularnych zakwitów glonów. Negatywny wpływ na trofię jeziora wywarł najprawdopodobniej dynamiczny w latach 60. i początku lat 70., rozwój gospodarstw rolnych. Od 1975 jezioro jest pomnikiem przyrody. Obecnie Jezioro Wisztynieckie wchodzi w skład rezerwatu
o powierzchni 335 km². Rezerwat został utworzony w celu zachowania różnorodności biologicznej kręgowców lądowych i prowadzenia badań naukowych oraz zaprzestania wszelkiej działalności, która szkodziła środowisku naturalnemu.